# ジャック・トラウト
ジャック・トラウト（Jack Trout、1935年1月31日 - 2017年6月4日）は、アメリカ合衆国のマーケティング戦略家。
ゼネラル・エレクトリック社の広告部門でキャリアをスタートさせた。その後、アメリカのタイヤ・メーカーユニロイヤル社の宣伝部長になった。アル・ライズと共に、「アドバタイジング・エイジ」誌に連載した「ポジショニング時代の到来」で注目され、現代マーケティングの第一人者として知られるようになった。
世界13ヶ国に事業展開するアメリカ屈指のコンサルティング会社「トラウト＆パートナー」社の代表を務めていた。
2017年6月4日、82歳で死去。

## 主な著書
- 『マーケティング22の法則 売れるもマーケ当たるもマーケ』 東急エージェンシー出版部 1994
- 『ニューポジショニングの法則』 東急エージェンシー出版部 1997
- 『大失敗!―成功企業が陥った戦略ミステイクの教訓』 ダイヤモンド社 2003
- 『大魔神(ジーニー)が教えるマーケティングの極意』 シーシーシーメディアハウス 2003
- 『無敵のマーケティング 最強の戦略』 阪急コミュニケーションズ 2004
- 『マーケティング戦争 全米No.1マーケターが教える、勝つための4つの戦術』 翔泳社 2007
- 『勝ち馬に乗る!-やりたいことより稼げること-』 阪急コミュニケーションズ 2007
- 『リ・ポジショニング戦略』 翔泳社 2010
- 『独自性の発見』 海と月社 2011